# Zementmergelschüssel
Eine Zementmergelschüssel ist eine unregelmäßige Mulde als Folge von unterschiedlicher Verwitterungsrestistenz von Massenkalken und eingelagerten, bankigen Mergelkalksteinen. Die Massenkalke wurden aus Algen-Schwamm-Riffen im Weißen Jura (160 bis 150 Mio. Jahren (Ma)) abgelagert. Ihre Erosionsrelikte, die Zementmergelschüsseln, bilden heute noch auf der Schwäbischen Alb morphologisch markante Geländeformen.

## Abgrenzung
Zementmergelschüsseln sind von den Karstwannen der Schwäbischen Alb zu unterscheiden, die zwar morphologisch ähnlich in Erscheinung treten können, aber eher kleiner und als Phänomen fortgeschrittener Verkarstung extrem viel jünger sind (höchstens pleistozänen Alters, das heißt jünger als 2,6 Millionen Jahre).

## Genese

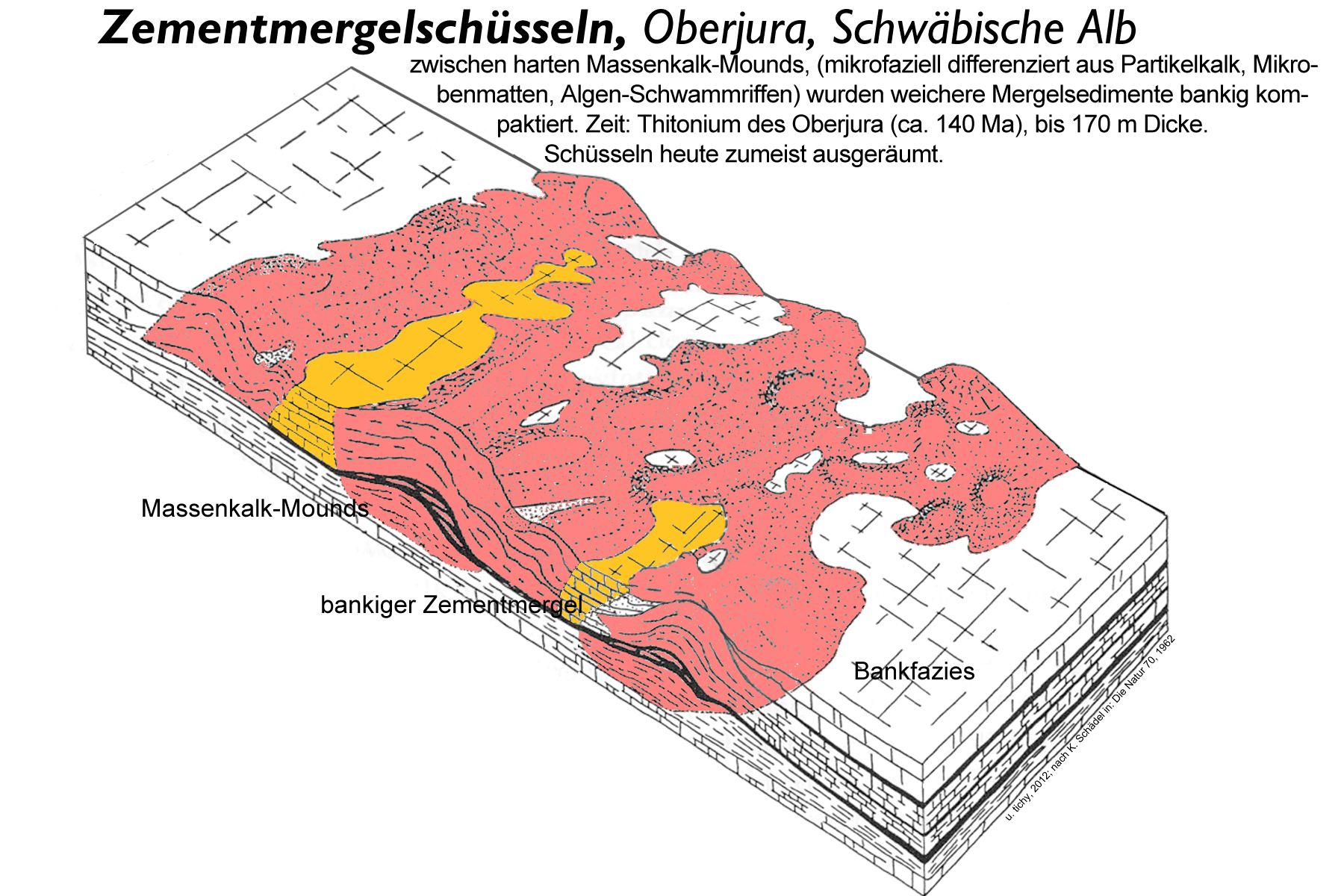
Blockbild Zementmergelschüsseln, Entstehung in der oberen Jurazeit

Im oberen Abschnitt des Weißen Jura, vorwiegend ab der Liegenden Bankkalk-Formation (früher Weißjura sita 2 oder ki 5), war die Bildung von Riffen nahezu auf dem gesamten Albplateau erfolgt. Im damaligen, flachen, tropisch-marinen Faziesbereich entwickelten sich vorwiegend konische Riffkomplexe und dazwischen unregelmäßige Hohlformen mit zumeist ebenem Boden. Die Morphologie der Albhochfläche wird noch heute im nördlichen Teil (Kuppenalb) durch diese Massenkalk-Gesteine bestimmt. In den Hohlformen lagerten sich im Verlauf der weiteren Erdgeschichte graue zementmergelige Sedimente ab, jedoch in bankigen Schichten. Die mergeligen Sedimente waren weicher und wurden stärker kompaktiert als die härteren Riffkalke. Die „Mächtigkeit der Zementmergel-Formation wurde im Zentrum mancher Zementmergelschüsseln auf bis zu 170 Metern gemessen.“
Für das Gebiet der Ostalb und der östlichen Mittleren Alb, vom westlichen Nördlinger-Ries-Rand bis einschließlich der Münsinger Zementmergelschüssel, werden die bisherigen Formationen der Liegenden Bankkalke und der Zement-Mergel zu einer einzigen Formation, der „Mergelstetten-Formation“ zusammengefasst. Im restlichen Gebiet der Schwäbischen Alb werden die seither verwendeten Formationsnamen weiterhin verwendet.

### Abtragung durch tektonische Einflüsse

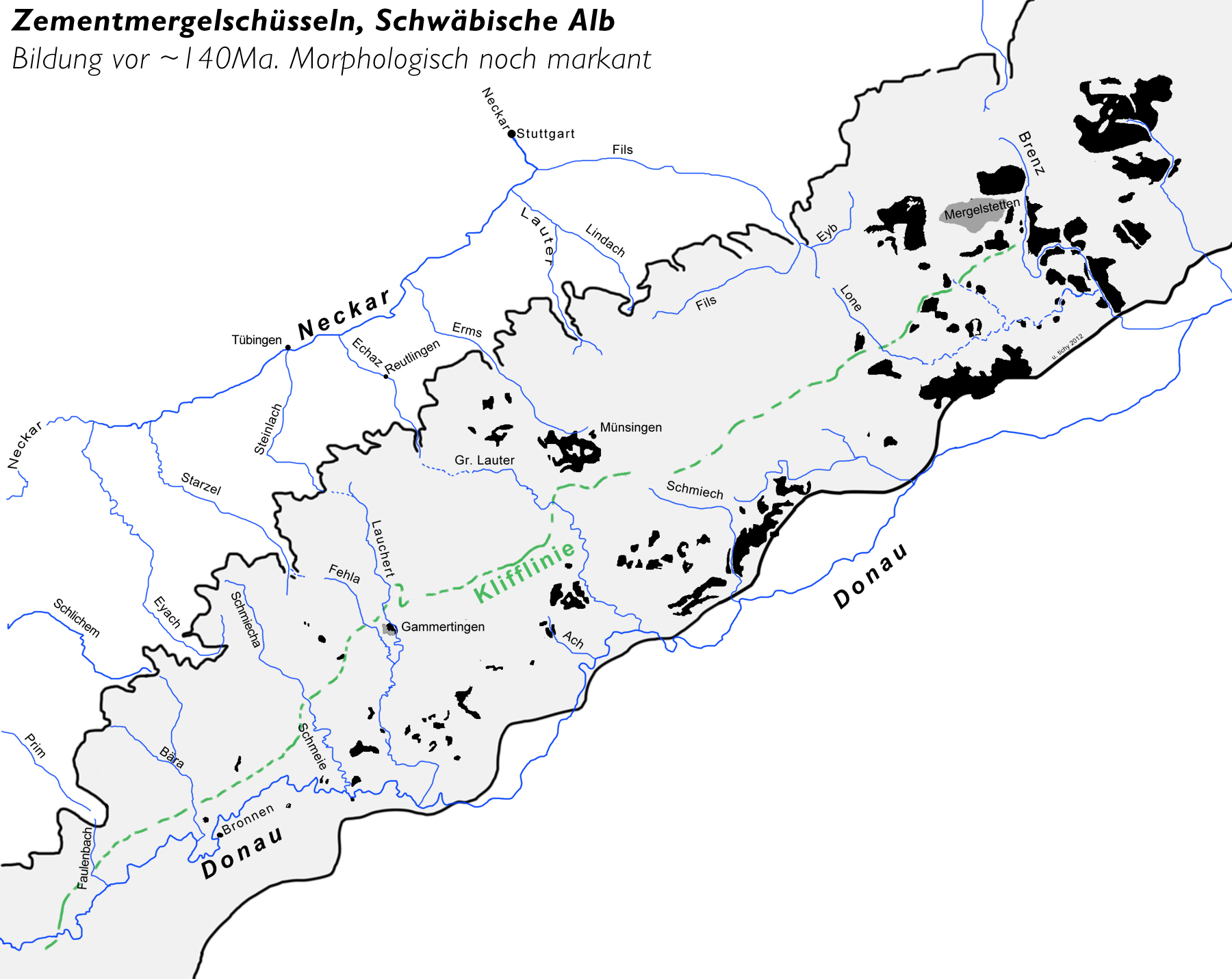
Zementmergelschüsseln, Schwäbischen Alb. Südlich der Klifflinie
morphologisch noch ausgeprägt, da erst noch Tertiär-Schichten abzutragen waren

Da das Albplateau durch Hebung und Kippung (von Nordwest nach Südost und Schichtfallen nach S) in den höheren Bereichen stärkeren Abtragungs-, Verwitterungs- und anderen Erosionsprozessen ausgesetzt war, ist die Alboberfläche in Richtung des Schichtfallens nach S bis in zunehmend jüngere stratigraphische Bereiche erhalten. Auf der Kuppenalb und den Zeugenbergen der Mittleren Alb (Kornbühl, Monkberg, Köbele und Aufberg) sind die Massenkalkriffe freigelegt, auf der Schichtflächenalb schon abgetragen. Die jüngeren Schicht-Formationen (Hangende Bankkalk-Formation, Zementmergel-Formation, Liegende Bankkalk-Formation) sind daher nördlich der Klifflinie kaum noch vorhanden. Damit sind oft auch die Zementmergelschüsseln morphologisch weiter abgetragen.

### Abtragung durch Zeit
Im mittleren Teil der Flächenalb, sowie auf nahezu der gesamten Ostalb, sind Zementmergelschüsseln noch zahlreich vorhanden. Sie liegen teils nördlich, teils südlich der miozänen Klifflinie – also teilweise auch noch auf der Kuppenalb. Stellenweise sind sie durch über ihnen noch erhaltene Hangende Bankkalke verdeckt (geschützt).
In der heutigen Morphologie des Albplateaus sind jedoch in fast allen Zementmergelschüsseln die Zementmergel komplett oder „mehr oder weniger“ ausgeräumt. Sofern die (Zement-)Mergelschichten nicht gänzlich abgetragen sind, haben die wasserstauenden Eigenschaften der Mergel eine förderliche Bedeutung für die ansonsten wasserarme Landwirtschaft der Alb.

## Vorkommen

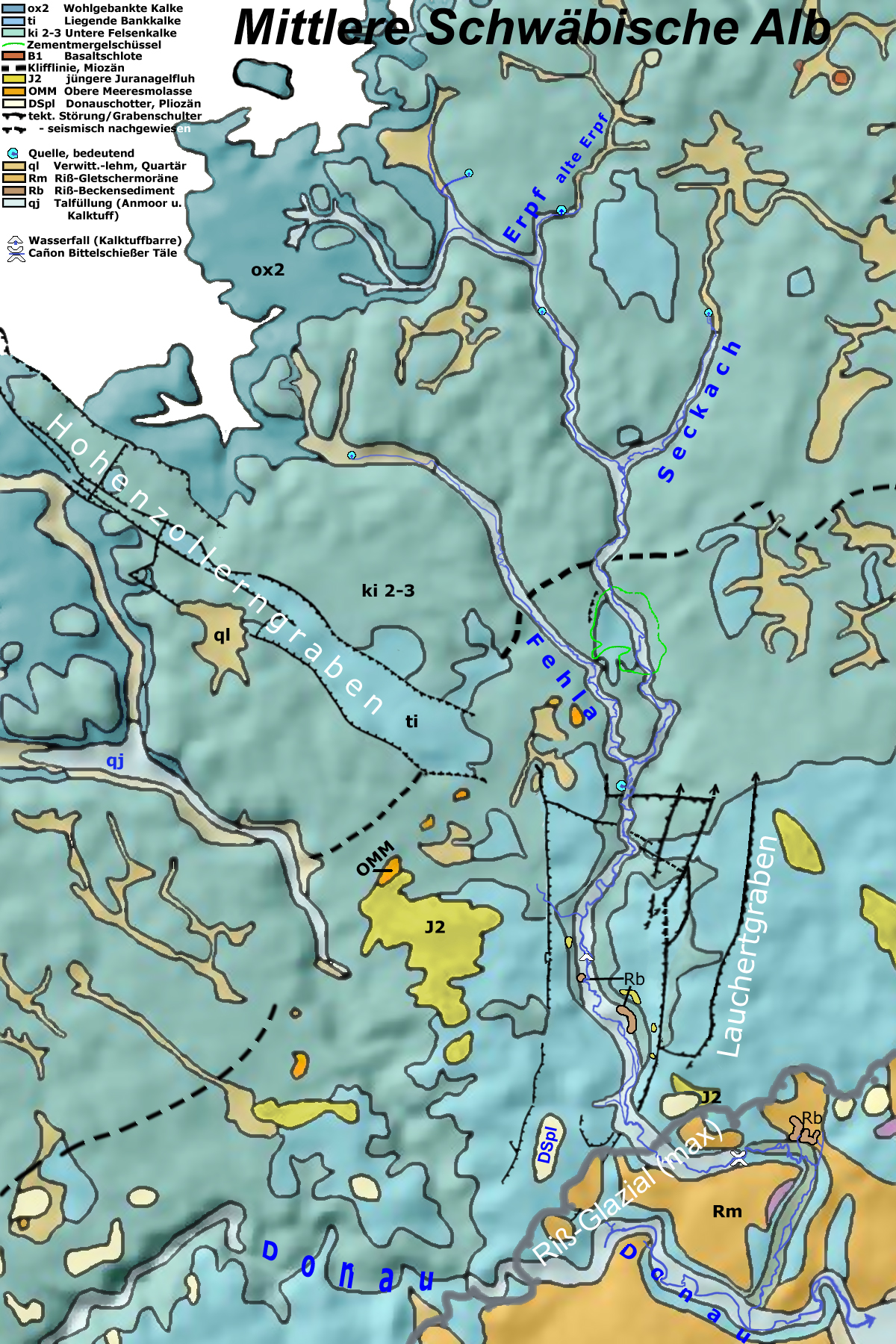
GeoKarte Mittlere Schwäbische Alb. Zementmergelschüssel von Gammertingen grün markiert

Den Riffkalken aus der Zeit des Oberjuras der Alb ähnlich sind auch solche aus der Schweiz, Frankreich, Spanien, Polen und Rumänien. Trotz der weiten Verbreitung ist es aber bisher nicht gelungen, rezente Schwammriffe zu finden, die mit den Fossilien aus der Jurazeit vergleichbar wären.
Mergel als tonige Mischungen mit Kalkanteilen von 85 % bis 10 % sind in allen Karstgebieten weltweit anzutreffen. Massenkalkgebilde sind auf der nördlichen Schwäbischen Alb als Kuppenalb zwar vorherrschend. Zementmergelschüsseln als Relikte ausgeräumter Mergelbänke zwischen Massenkalken kommen dagegen nur auf den südlichen Flächen der Frankenalb und überwiegend auf der südlichen Schwäbischen Alb vor. Besonders groß und noch heute die Geomorphologie bestimmend sind Zementmergelschüsseln auf der Schwäbischen Ostalb.
Mehrere Schüsseln liegen zwischen Heidenheim und Sontheim, nördlich und südlich der Klifflinie und dabei beiderseits des Brenztals. Nördlich der Klifflinie liegen die Schüsseln von Böhmenkirch-Söhnstetten (Blatt 7325), Härtsfeld (W Neresheim) und die Hörvelsinger Schüssel (auch um Langenau).
Die seltene, weil kaum ausgeräumte, große Mergelstetter-Schüssel (Typlokalität Mergelstetten), erreicht eine vertikale Mächtigkeit von 120 m. An ihrem östlichen Rand – auf der Ostseite der Brenz – befindet sich ein als Geotop ausgewiesener Steinbruch, der Unteres Mergellager, Zwischenkalke und Oberes Mergellager aufschließt.
Die Lauchert fließt heute noch direkt durch die zwei Schüsseln von Gammertingen und Jungnau. Die Schüssel von Gammertingen mit einem Durchmesser von ca. 2 km ist großenteils ausgeräumt, aber in der Geologischen Karte, Blatt 7721 Gammertingen, in Umrissen markiert. Im Südwesten von Gammertingen ist das Zementmergelgestein noch anstehend. Hier fand man es auch immer wieder in Baugruben von Wohnhäusern und im Einschnitt der Bahnlinie Gammertingen-Neufra bei der Station „Gammertingen-Europastr.“ ist es auch noch aufgeschlossen. In den mergeligen Sedimenten fand man für die Datierung wichtige verkieselte Fossilien, insbesondere Seeigelstacheln und Schwammnadeln, jedoch keine Leitfossilien.
Die Schüssel um das Naturschutzgebiet Blauen (nördlich der Straße Nollhof-Winterlingen) erstreckt sich beiderseits der westlichen Bruchzone des Lauchertgrabens.
Auch auf der Kuppenalb bei Münsingen und Gächingen (St. Johann) (Geologische Karte, Blatt 7522 Urach) befinden sich zwei große Schüsseln. Die Münsinger Schüssel erstreckt sich über 12 km². Sie ist von einem aufragenden Kranz von Massenkalkbergen umgeben und nur teilweise ausgeräumt.

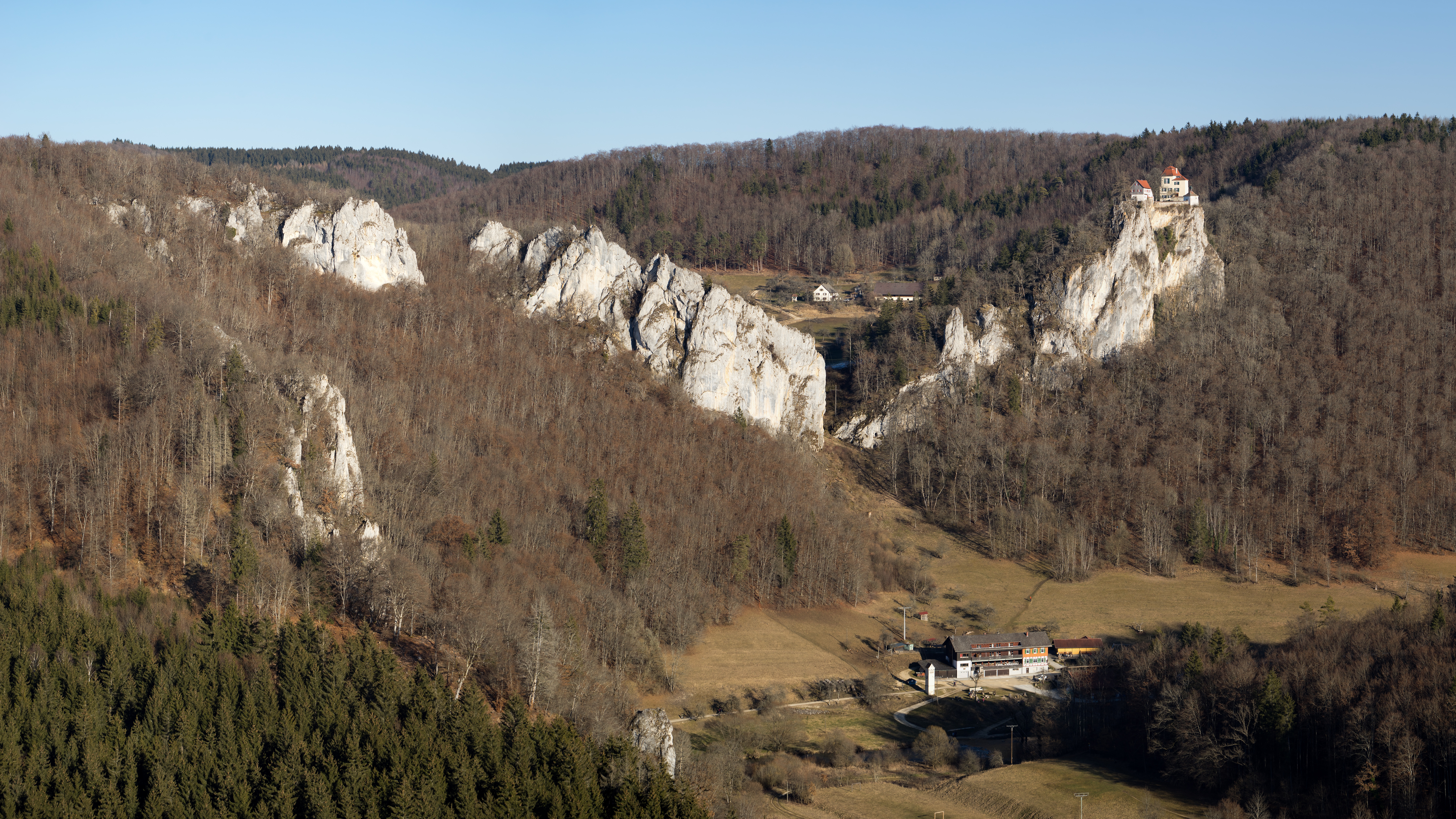
Ausgeräumte Zementmergelschüssel; von der Donau angeschnitten

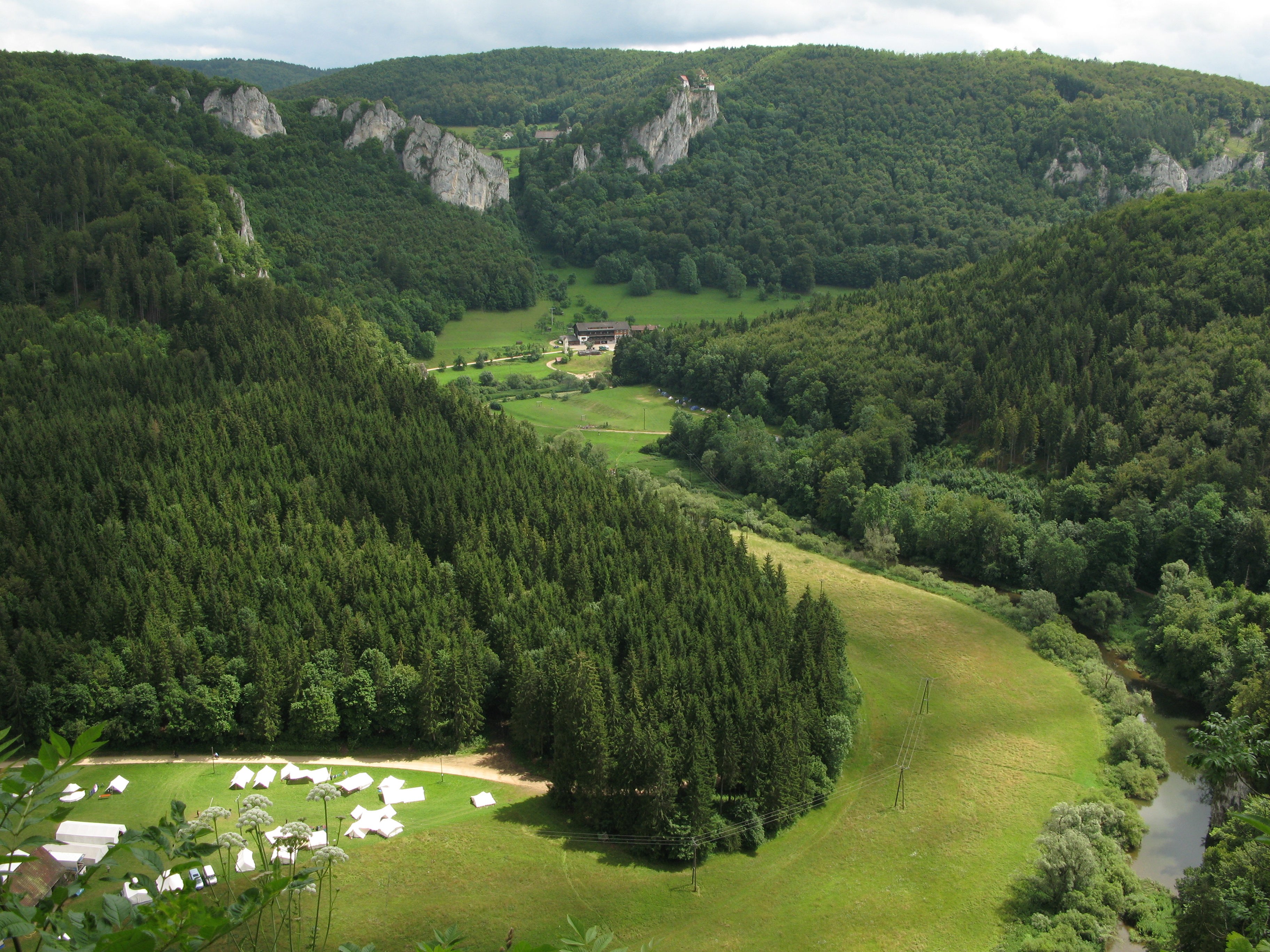
Donautal bei Schloss Bronnen, hinten: Zementmergelschüssel

Ein schönes, vom Knopfmacherfelsen gut sichtbares, Beispiel ist die ausgeräumte Schüssel am Schloss Bronnen an der Oberen Donau zwischen Fridingen und Kloster Beuron. Unmittelbar am steilen Talrand hat die starke spät-miozäne/pliozäne Erosion der Donau die trichterförmige Schüssel angeschnitten. Die beiden Massenkalk-Felsen am hohen Talrand – Reste von Schwammriffen – bilden das Relief des damaligen Jurameerbodens ab.